# Koninklijke Vereniging voor de Staathuishoudkunde
De Koninklijke Vereniging voor de Staathuishoudkunde (KVS) is de economenvereniging van Nederlandse economen.
De Koninklijke Vereniging voor de Staathuishoudkunde is in 1849 opgericht en is daarmee de oudste vereniging van economen ter wereld. Het doel van de Vereniging is het bevorderen en verscherpen van de economische kennis via het organiseren van intensieve gedachtewisselingen tussen de leden, door het uitgeven van publicaties en via het bevorderen van contacten met vakgenoten.

## Geschiedenis
In 1999 vierde de Koninklijke Vereniging voor de Staathuishoudkunde haar 150-jarig bestaan met een jubileumcongres waarbij buitenlandse deskundigen hun licht lieten schijnen op de rol van Nederland in de economische geschiedenis. Aangezien de Vereniging pas in 1987 haar 125-jarig jubileum heeft gevierd, had het er de schijn van dat de Vereniging een snel verouderingsproces doormaakte. Uit geschiedkundig onderzoek was echter naar voren gekomen dat 1849 als het ware als geboortejaar van de Vereniging moet worden aangemerkt. De door de eerste voorzitter van de Vereniging, jonkheer J. de Bosch Kemper georganiseerde bijeenkomst van medewerkers aan het “Staatkundig en Staathuishoudkundig Jaarboekje” voor 1849 blijkt nu officieel als de oprichtingsvergadering van de Vereniging te moeten worden aangemerkt.
De achtergrond van de oprichting van de Vereniging voor de Staathuishoudkunde (indertijd Statistiek) was de wens van De Bosch Kemper en zijn medestanders dat er ten behoeve van het Regeringsbeleid meer en betere statistische gegevens over de totale staatshuishouding (en ook ruimer de volkshuishouding) beschikbaar zouden komen. In feite loopt deze lobby als een rode draad door de beginjaren van de Vereniging heen. Uiteindelijk zag de Vereniging zijn streven bekroond met de installatie van de Centrale Commissie voor de Statistiek in 1892 en met de oprichting van het Centraal Bureau voor de Statistiek in 1899.
Na de installatie van de Centrale Commissie voor de Statistiek besloten de leden het werkterrein van de vereniging te verbreden en dienovereenkomstig de naam van de vereniging aan te passen. Als de “Vereniging voor de Staathuishoudkunde en de Statistiek” verlegde zij definitief haar aandacht naar de staathuishoudkunde en introduceerde zij de preadviezen, die lange tijd het voornaamste product van de vereniging waren. Na de Tweede Wereldoorlog werd de vereniging andermaal herdoopt. Ook dit keer werd de naam in overeenstemming gebracht met het feitelijke werkterrein. Als de “Vereniging voor de Staathuishoudkunde” behield zij haar forumfunctie, maar ondervond zij in toenemende mate concurrentie van andere wetenschappelijke instanties. Gaandeweg ontwikkelde zij zich tot een vereniging voor economen. Ten slotte is het ter gelegenheid van het vorig jubileum aan de Vereniging toegestaan het predicaat “Koninklijk” te voeren.
Artikel: “De Nederlandse club van politieke economen”

## Activiteiten
Elk jaar in november geeft de KVS de Preadviezen uit, een bundeling van bijdragen van deskundigen uit de wetenschap en de praktijk over een actueel economisch onderwerp. In het voorjaar organiseert de vereniging in het najaar, tijdens de Nederlandse Economendag, de Tinbergenlezing.

## Voorzitters
- 1997-2003: Frank den Butter
- 2003-2007: Hugo Keuzenkamp
- 2007-2014: Arnoud Boot
- 2014-2018: Bas Jacobs
- 2018 tot heden: Robert Dur